# Tolk-Schau
Tolk-Schau er en forlystelsespark i Tolkskov i det sydlige Angel i Sydslesvig. Parken omfatter et område på cirka 30 hektar og henvender sig primært til familier med børn. Af forlystelser kan blandt andet nævnes flere rutschebaner, gynger, radiobiler, en sommerkælkebane, en lille dyrehave, en eventyrskov samt to damplokomotiver. Tolk-Schaus smalsporede park-bane med en sporvidde på 600 mm kører på en separat rundstrækning gennem parkområdet. I en del af parken blev der opstillet kopier af op til 45 meter store dinosaurere. Desuden findes miniaturemodeller af byen Kappel i målestok 1:50 og af 1600-tallets Slesvig med domkirken i målestok 1:10.
Tolk-Schau blev oprettet som en eventyrpark i 1960erne og blev efterfølgende udbygget til den nyværende forlystelsespark. Parken er beliggende få kilometer nord for byen Slesvig i Tolkskov. Forlystelsesparkens navn henviser til Tolkskovs fortyskede stednavn Tolkschau.

## Eksterne links
- Tolk-Schau (tysk) og (dansk)

54°34′30″N 9°37′50″Ø / 54.57500°N 9.63056°Ø